# Quận của tỉnh Val-de-Marne
3 quận của tỉnh Val-de-Marne gồm:
1. Quận Créteil, (tỉnh lỵ của tỉnh Val-de-Marne: Créteil) với 25 tổng và 23 xã. Dân số của quận này là 628.251 người năm 1990, 625.868 người năm 1999, tăng trưởng dân số là 0.38%.
2. Quận Nogent-sur-Marne, (quận lỵ: Nogent-sur-Marne) với 15 tổng và 14 xã. Dân số của quận này là 354.459 người năm 1990, và 364.579 người năm 1999, tăng trưởng dân số là 2.86%.
3. Quận L'Haÿ-les-Roses, (quận lỵ: L'Haÿ-les-Roses) với 9 tổng và 10 xã. Dân số của quận này là 232.828 người năm 1990, và 236.803 người năm 1999, tăng trưởng dân số là 1.71%.